# 查理斯街
查爾斯街是美国马里兰州巴爾的摩市與巴爾的摩縣之間的道路，大部分路段被編為139號馬里蘭州州道（英語：Maryland Route 139, MD 139）。北端位於巴爾的摩縣的陶森，與695號州際公路（巴爾的摩環線公路）接於貝隆納大街；南端則是巴爾的摩市的聯邦山。查爾斯街是巴爾的摩市的幹道之一，於市區有部分路段為單行道。單行道路段之對向交通則由聖保羅街、馬里蘭大街、大教堂街、自由街等道路負責。
雖然查爾斯街並不是巴爾的摩市地理上真正的東西分界點，但在道路規劃上被當成巴爾的摩市的東西分界線。任何與查爾斯街交叉而過的街道，其兩側門牌號碼都由本街街口處起算，街道也由此區分東段與西段。整條查爾斯街都是馬里蘭州景觀道路之一，稱為「查爾斯街景觀道路」，也是美國國家景觀道路之一，稱為「巴爾的摩查爾斯史蹟街」。

## 路線
查爾斯街全長17.54公里（10.9英里）。編為139號馬里蘭州州道的路段，由巴爾的摩市的1號美國國道／40號美國國道貨車線（也就是北大街起算，北向車道沿查爾斯街北行（南向車道則為聖保羅街），到路什維爾的北端終點，長度為12.7公里（7.89 英里）。1號美國國道／40號美國國道貨車線以南未編為州道的路段，長度為4.8公里（3.0英里）。
查爾斯街從普拉特街起，包括整個編為139號馬里蘭州州道的路段，是美國國家公路系統的一部分。

### 南巴爾的摩至北大街
查爾斯街始於巴爾的摩市的南巴爾的摩社區，在威爾斯街以南一個街區的盲端，緊鄰CSX運輸的巴爾的摩終端線分區的碼頭支線與95號州際公路（I-95）的北邊，歷史悠久的國家搪瓷和沖壓公司工廠以西兩個街區。由此開始的查爾斯街是穿過南巴爾的摩住宅區的兩車道街道，向北行穿過聯邦山和夏普里登霍爾兩社區之間時，變成了商業區。聯邦山社區在西街（West Street）有聖十字羅馬天主教堂，在十字街（Cross Street）有十字街市場。夏普里登霍爾社區裡則有小蒙哥馬利街歷史街區。在這兩個街區的北端，查爾斯街與2號馬里蘭州州道相交，繼續北行的查爾斯街交會康威街。
繼續向北，查爾斯街是三車道的街道，穿過巴爾的摩市中心南側的內港社區，從巴爾的摩會議中心以東經過，與內港區的兩條主要街道——向東行的普拉特街、向西行的倫巴德街——相交，其間是泛美大廈。查爾斯街經過 M&T 銀行大樓和美國銀行大樓的西側，在巴爾的摩街到達巴爾的摩市的城市地址系統中心。接著經過查爾斯中心東側，以及巴爾的摩地鐵的查爾斯中心站，繼續向北進入大教堂山歷史街區，經過薩拉托加街的聖保羅聖公會教堂、普雷森特街的婦女工業交易所、默貝里街的巴爾的摩大教堂、富蘭克林街的普救一位神教第一教堂。
繼續北行，過了中心街以後進入弗農山社區，查爾斯街分成兩條車道，成為華盛頓廣場南翼之兩側車道。在查爾斯街西側有沃爾特斯美術館和巴爾的摩當代藝術博物館，東邊則是皮博迪學院。街道在華盛頓紀念碑周圍，以圓環通過華盛頓廣場的東、西翼，並與弗農山廣場相交，通過華盛頓廣場北翼與麥迪遜街後，查爾斯街匯合為三車道的街道。
查爾斯街繼續前行，在蔡司街附近經過麗城酒店，然後經過巴爾的摩大學和巴爾的摩大學法學院，接著跨越83號州際公路（I-83，瓊斯佛爾斯高速公路），有匝道可進入83號州際公路的北向車道，此處東邊是巴爾的摩賓夕法尼亞車站，也是巴爾的摩的主要火車站，有美鐵的城際列車、馬里蘭區域通勤鐵路的賓夕法尼亞線，以及巴爾的摩輕軌的賓夕法尼亞站支線等車輛可搭乘。接著查爾斯街跨越美鐵東北走廊，進入查爾斯北社區，經過巴爾的摩市旅客鐵路發電廠與車庫（查爾斯戲院）；再過一個街區，便抵達北大街，亦即1號美國國道／40號美國國道貨車線。

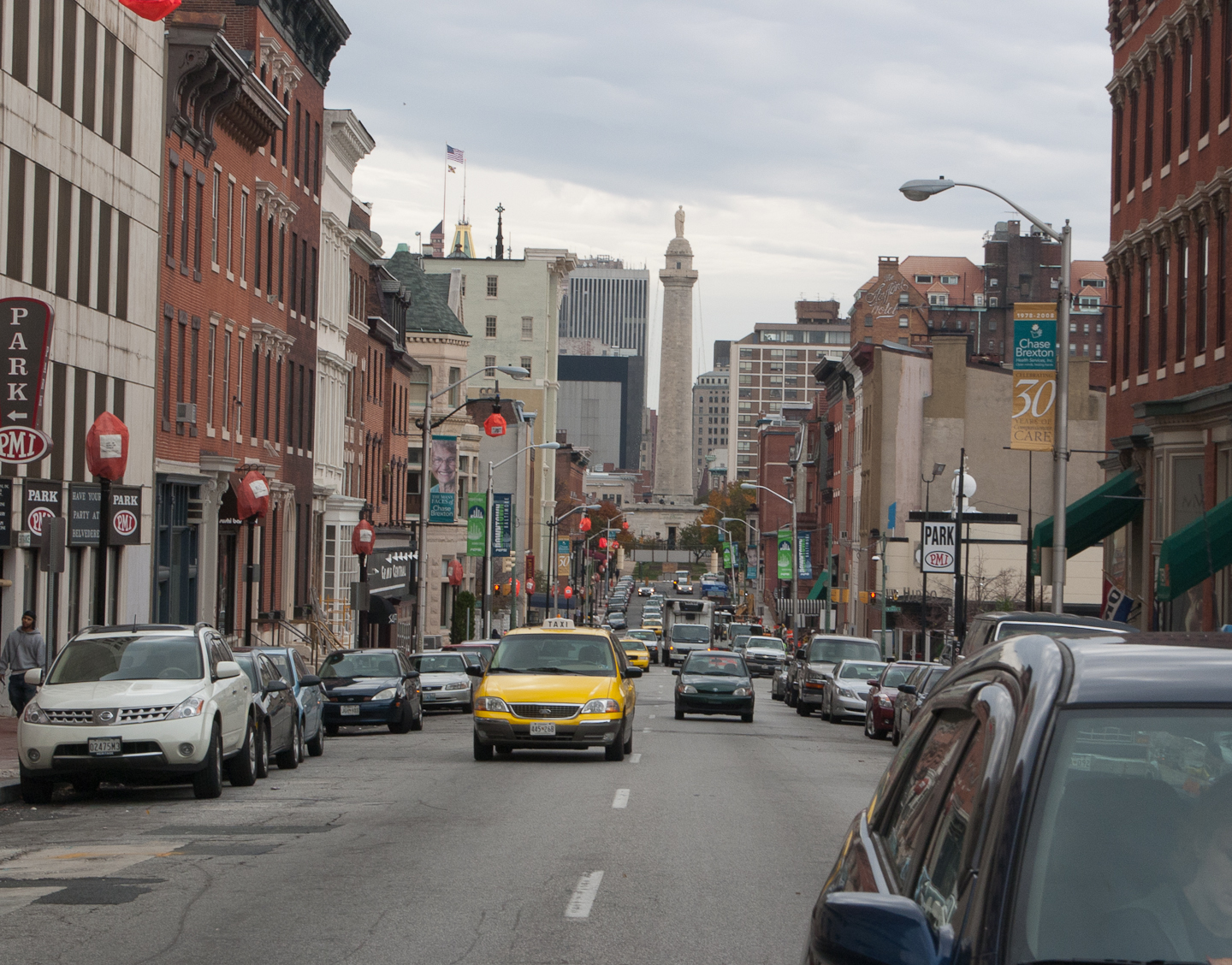
在巴爾的摩市區的蔡司街，向南望去的查爾斯街街景。

### 北大街至路什維爾
過了北大街，查爾斯街被編為139號馬里蘭州州道，經過舊高雪學院建築區。查爾斯街的本路段與東邊的聖保羅街與西邊的馬里蘭大街平行。到了第29街，查爾斯街成為一條南北向車道分離的林蔭大道，北向有三車道，南行有一車道。查爾斯街在此經過巴爾的摩美術館與約翰霍普金斯大學霍姆伍德校區。向北行過了第33街，查爾斯街和聖保羅街與大學園林大道斜向交叉。

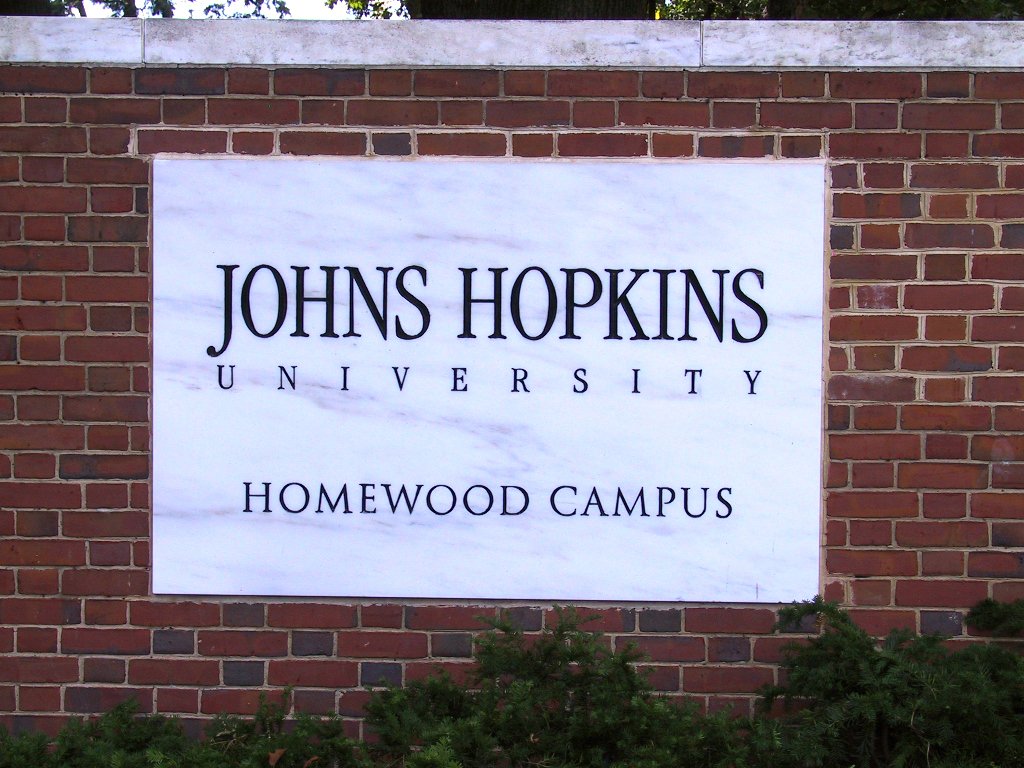
約翰霍普金斯大學。

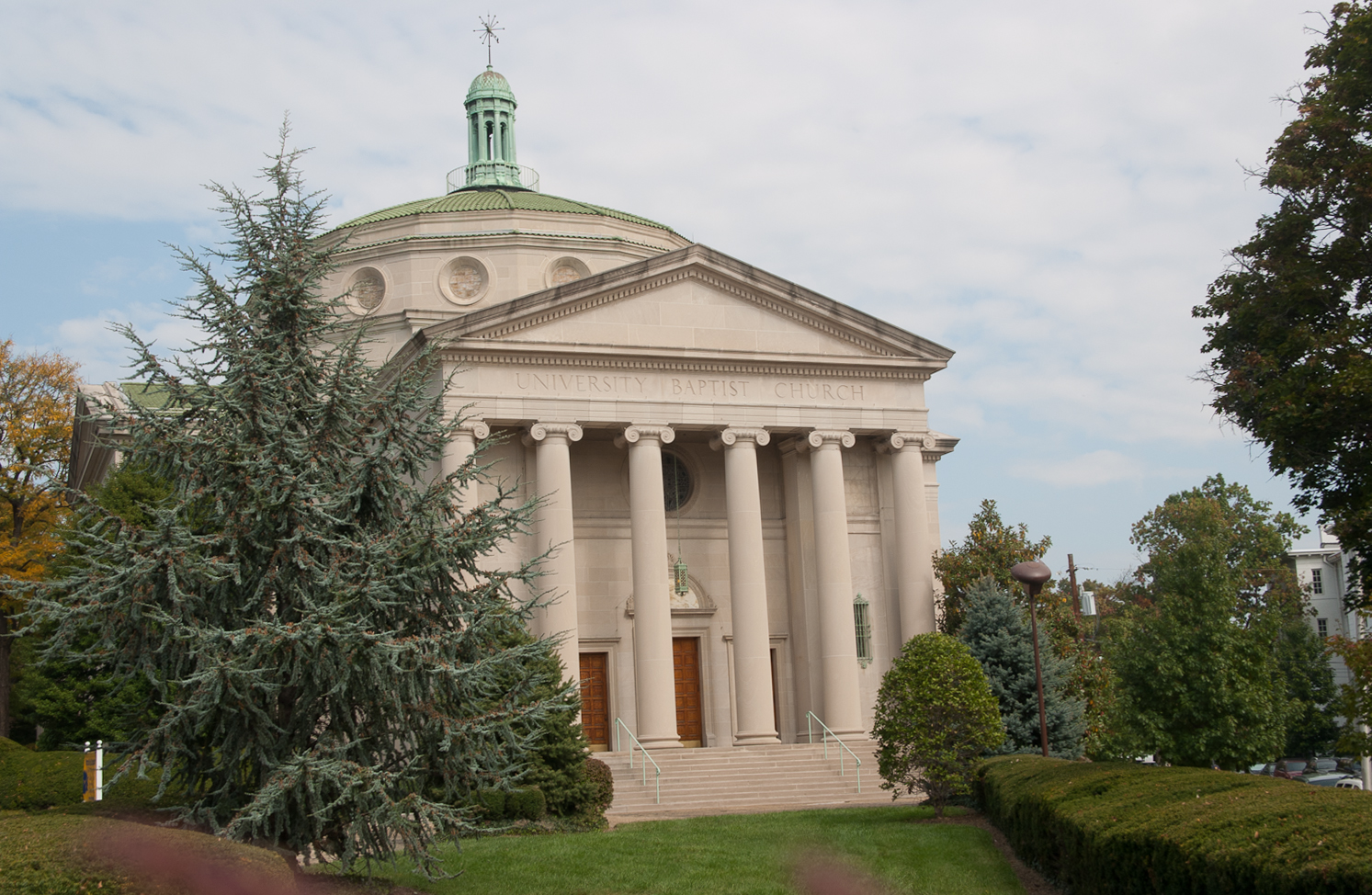
從約翰霍普金斯大學校園望去的浸信會教堂。

雙向四車道的查爾斯街和聖保羅街繼續北行，穿過林木蓊鬱的托斯卡尼-坎特伯雷社區（東側）與吉爾福德社區（西側），然後查爾斯街再度分叉；逕直北行而後與聖保羅街相接的，稱為恰科第路（Charlcote Road）；西側匯入的是在歐福希爾路（Overhill Road）路口處，從聖保羅街向南分岔出來的南行車道，稱為查爾斯街。聖保羅街與查爾斯街在歐福希爾路交會以後，繼續作為查爾斯街北行，為四車道雙向大道，與冷泉巷交叉，之後穿過馬里蘭羅耀拉大學的校園（有人行天橋連通兩側校園），經過常青博物館和圖書館，接著是馬里蘭聖母院大學。查爾斯街的東邊有巴爾的摩公誼會學校與巴爾的摩主教座堂，然後跨越巴爾的摩市邊界，進入巴爾的摩縣。

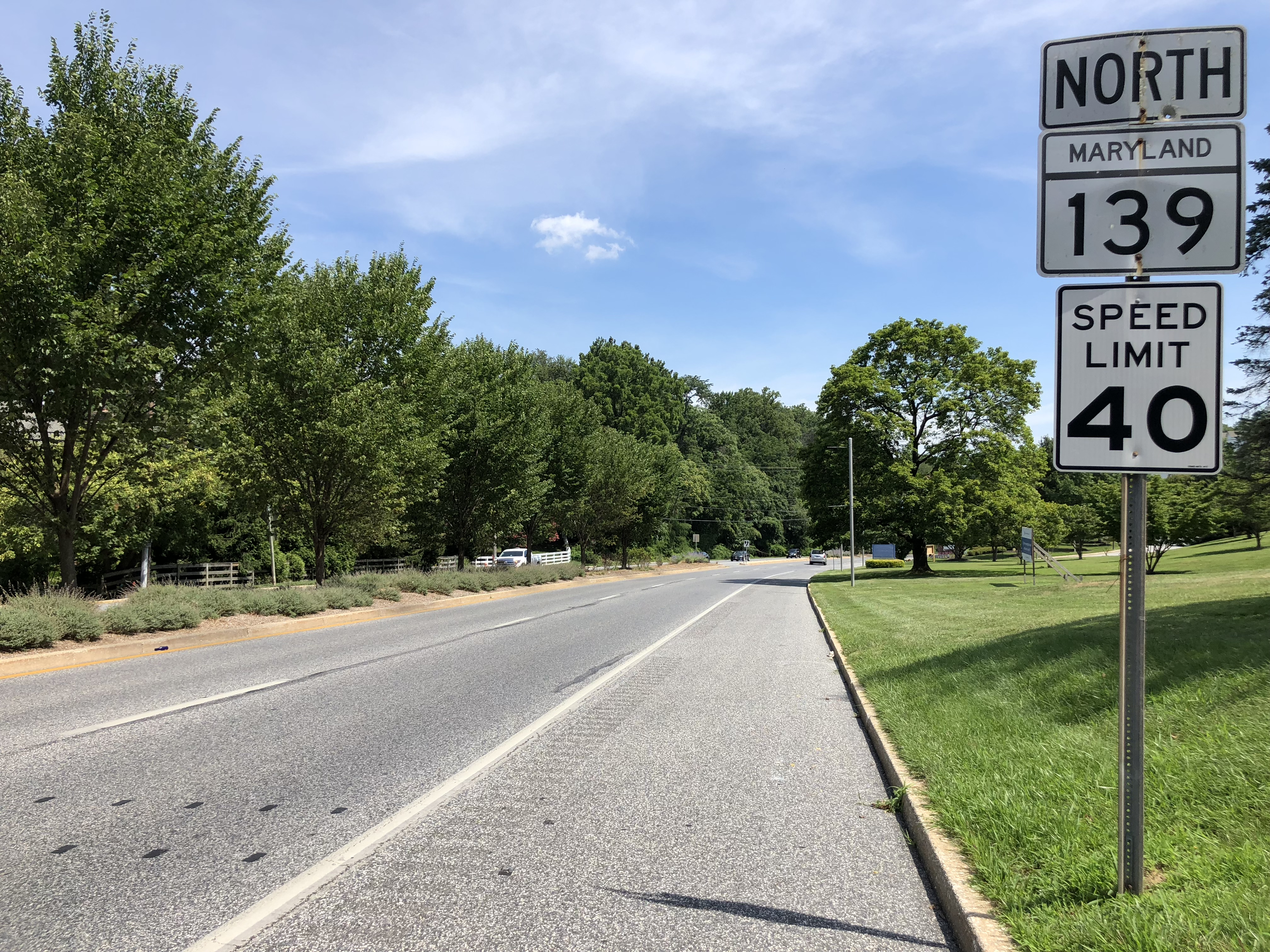
馬里蘭州州道139號在陶森境內路段，州道134號以北處。

繼續前行，西側是埃爾克里奇狩獵俱樂部與高爾夫球場，接著經過伍德布魯克（Woodbrook）。與向西北行的貝隆納大街（134號馬里蘭州州道）交叉後，查爾斯街成為一條有中央分隔島的四車道高速公路，蜿蜒穿過森林，經過大巴爾的摩醫療中心、謝潑德和伊諾克·普拉特醫院的西側，與陶森鎮大道相交。陶森鎮大道可通往查爾斯街舊線、查爾斯街大道，以及陶森大學與陶森市中心。

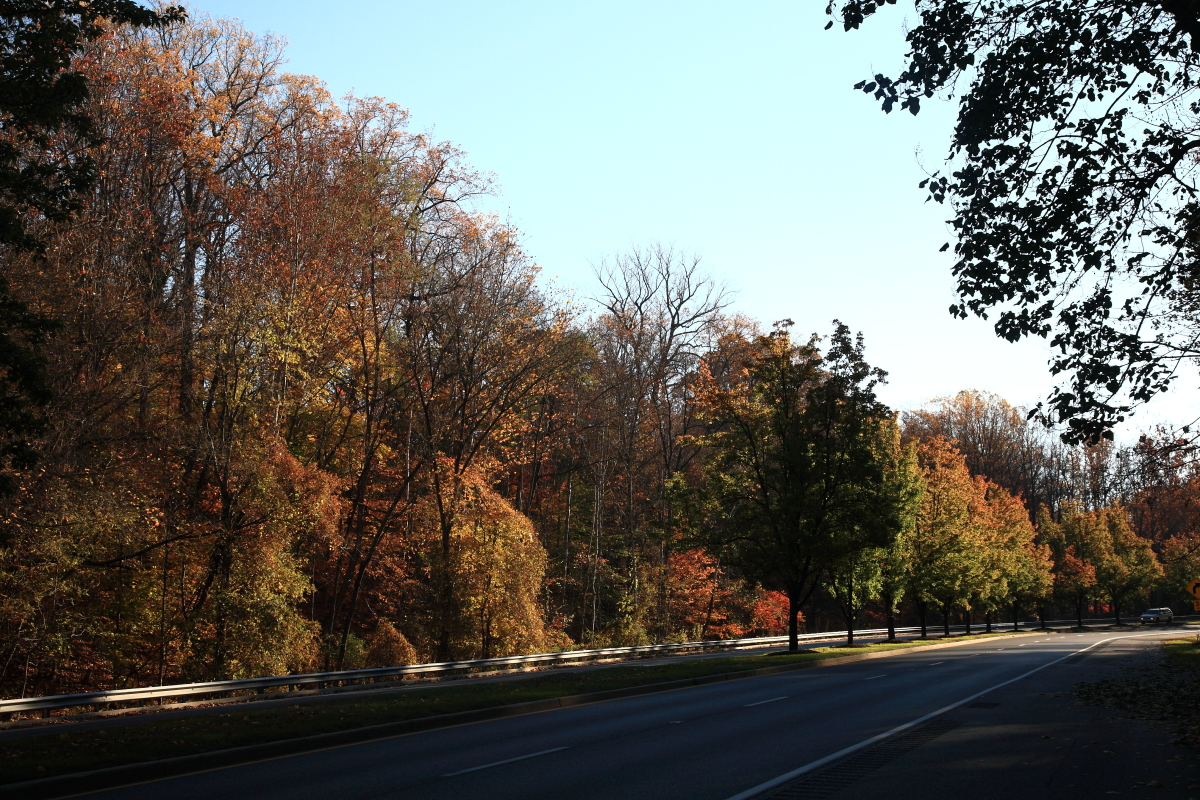
查爾斯街在馬里蘭州陶森的路段，可見有中央分隔島的四車道公路，蜿蜒穿過森林。

查爾斯街繼續向西北經過羅耀拉布萊克菲爾德學校，然後再次向北爬上山頂並從加帕路下方穿過，之後的平面交叉路口，西側是貝隆納大街，東側則為肯尼爾沃斯車道。接著抵達與巴爾的摩環線公路的交流道，跨越巴爾的摩環線公路後，馬里蘭州州道139號終止於路什維爾南部邊界。在此向西是進入巴爾的摩環線公路的匝道，向東為通往131號馬里蘭州州道的貝隆納大街，向前直行則是通往住宅大樓的普通街道。

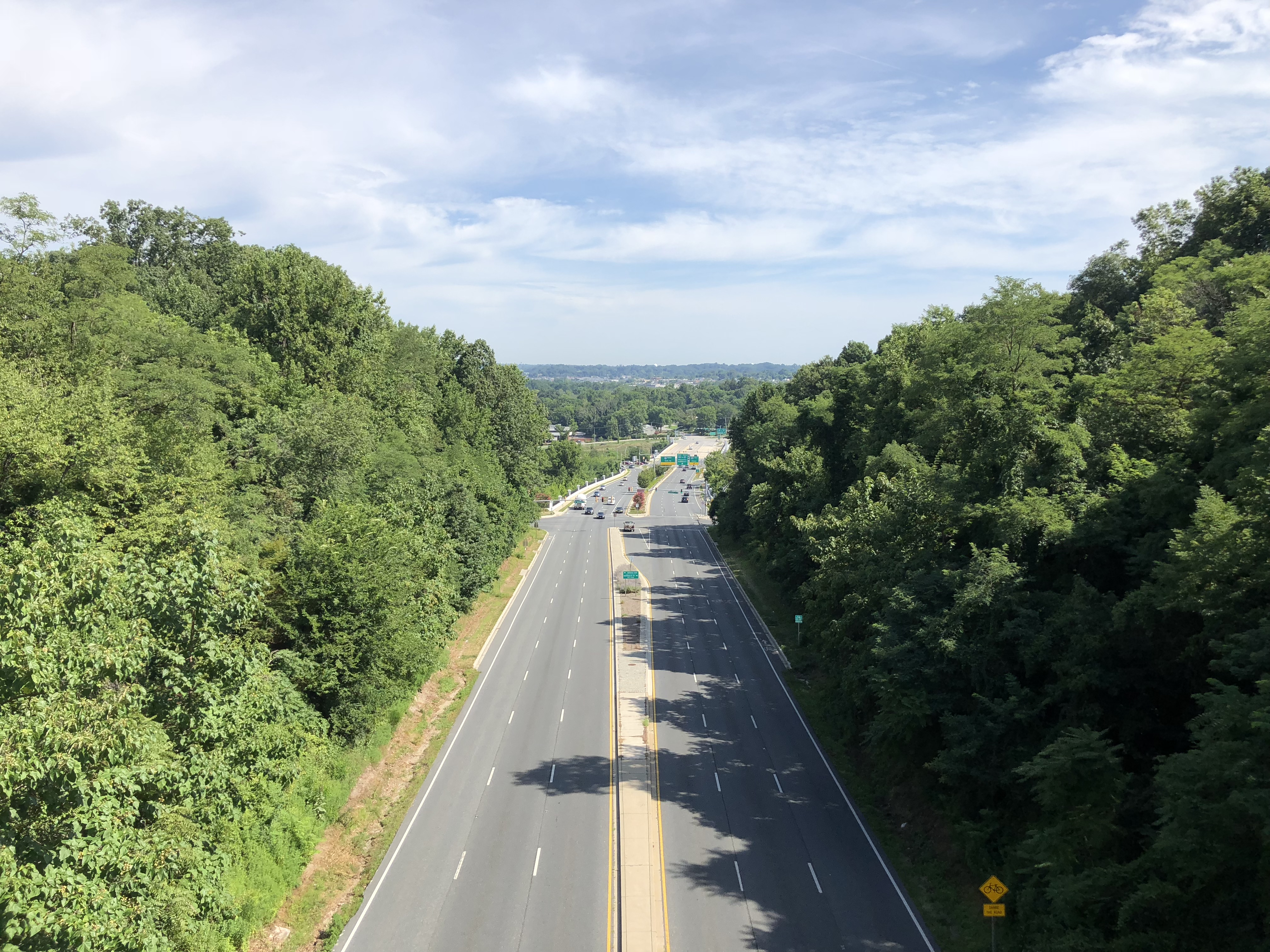
從陶森的西加帕路望去的139號馬里蘭州州道。近處有交通號誌之路口左側是貝隆納大街，右邊是肯尼爾沃斯車道。遠方路面顏色較淺處為跨越巴爾的摩環線公路之橋，之後即為本路終點。

## 歷史
1730年查爾斯街初建時稱為福瑞斯特街（Forest，或Forrest Street）。南端位於今日的隆巴德街。至遲在1761年時，這條路就被稱為查爾斯街了。1858年，瓊斯佛爾斯溪氾濫，查爾斯街在今日的賓夕法尼亞車站附近的橋樑被捲走
位於巴爾的摩縣，稱為查爾斯街大街（Charles Street Avenue）的路段，最初是在1915年鋪上路面的；該路段在陶森市中心的西邊，從切薩皮克大街向北到加帕路。本路於巴爾的摩縣的其他路段在1928年鋪上路面，並在1933年編為139號馬里蘭州州道。因交通量增加，馬里蘭州公路委員會於1934年建議將本路的巴爾的摩縣路段拓寬，由4.3至6.1公尺（14至20英尺）拓寬為9.1公尺（30英尺）。
到了1950年，在巴爾的摩市的北大街至第29街之間，139號州道分為兩條單行道，北向為查爾斯街，南向為馬里蘭大街。1954年開始計畫將139號馬里蘭州州道從巴爾的摩市邊界線向北拓寬至134號馬里蘭州州道，並開始在本路與695號州際公路計畫交會處進行先期工程；工程於1955年正式動工。1956年開始，139號馬里蘭州州道自134號馬里蘭州州道路口處至陶森鎮大道路段拓寬為有分隔島的四線道，由陶森鎮大道路口至州際公路環狀線路段則改線，新建為有分隔島的四線道。工程由州際公路交流道到加帕路的路段，以及由134號馬里蘭州州道到陶森鎮大道路段，在1957年完工。改線計畫（包括加帕路跨越本路的橋樑）則在1958年完工。1959年改編新線為139號馬里蘭州州道，並在1961年將行經查爾斯街大街的舊線移交給縣政府維護。1963年將139號馬里蘭州州道的南向車道改指定為聖保羅街，其範圍乃由北大街至聖保羅街的北端——亦即與查爾斯街交會處；不過聖保羅街本身由第33街以北就是一條雙向有分隔島的大道。1999年，139號馬里蘭州州道北端與貝隆納大街交會處改建為圓環。後來為了重建139號馬里蘭州州道與695號州際公路的交流道，圓環被移除，改建成一般的路口，工程於2008年開始，2012年完成。

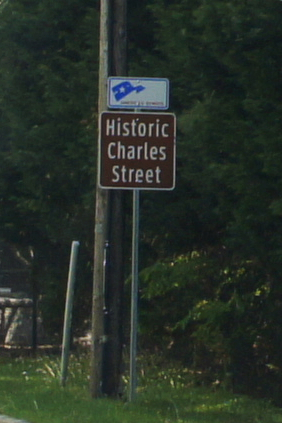
查爾斯史蹟街標示牌。

## 路口列表
僅列出編為馬里蘭州州道139號路段的交叉路口。
| 行政區劃                                   | 地點       | 英哩 | 公里  | 接點 | 備註 |
| ------------------------------------------ | ---------- | ---- | ----- | --- | --- |
| 巴爾的摩市                                 | 巴爾的摩市 |      |       | 巴爾的摩市區有三英哩（約合4.8公里）路段並未編入馬里蘭州州道。穿過巴爾的摩市區最後終止於威爾斯街附近的盲端 | 巴爾的摩市區有三英哩（約合4.8公里）路段並未編入馬里蘭州州道。穿過巴爾的摩市區最後終止於威爾斯街附近的盲端 |
| 巴爾的摩市                                 | 巴爾的摩市 | 0.00 | 0.00  | 1號美國國道／40號美國國道貨車線（北大街）                                                                 | 南端終點                                                                                                  |
| 巴爾的摩市                                 | 巴爾的摩市 | 1.50 | 2.41  | 大學園林大道                                                                                              | |
| 巴爾的摩市                                 | 巴爾的摩市 | 2.48 | 3.99  | 冷泉巷 | |
| 巴爾的摩市                                 | 巴爾的摩市 | 3.62 | 5.83  | 北方園林大道                                                                                              | |
| 巴爾的摩縣                                 | 陶森       | 5.04 | 8.11  | 134號馬里蘭州州道（貝隆納大街）                                                                           | 134號馬里蘭州州道的南端                                                                                   |
| 巴爾的摩縣                                 | 路什維爾   | 7.80 | 12.55 | 695號州際公路（巴爾的摩環城公路）至83號州際公路－陶森、派克斯維爾                                         | 695號州際公路第25號出口                                                                                   |
| 巴爾的摩縣                                 | 路什維爾   | 7.89 | 12.70 | 貝隆納大街、交流道匝道                                                                                    | 北端終點                                                                                                  |
| 1.000英哩＝1.609公里；1.000公里＝0.621英哩 |            |      |       | | |

## 支線
有兩條位於路什維爾，原先被編為引道的道路，在2004年升級為139號馬里蘭州州道（MD 139）的支線，但在2012年其中一條解編。
- MD 139A：從MD 139的北端終點向東，至I-695西行車道的出口匝道之間，長0.11公里0.07英里），街道名稱為貝隆納大街。[2]
- MD 139B：從MD 139的北端終點向西，至I-695西行車道的入口匝道之間，長0.21公里（0.13英里），街道名稱為貝隆納大街。[30]在2012年本段路線交由巴爾的摩縣維護，解編。[31]

## 備註
1. ↑  2號馬里蘭州州道由南邊而來，經漢諾威街大橋跨過帕塔普斯科河後沿漢諾威街北行，在蒙哥馬利街折向東沿蒙哥馬利街行進兩個街區，之後折向北成為萊特街（Light Street）。
2. ↑  英語：Conway Street，是有四個街區的林蔭大道，經過奧特拜恩教堂（英语：Otterbein_Church_(Baltimore,_Maryland)），連接位於內港的萊特街，並在美國職業棒球大聯盟巴爾的摩金鶯隊的主場坎登園區的東邊，與695號州際公路和霍華德街相接）。
3. ↑  英語：Transamedica Tower，原稱美盛大廈（Legg Mason Building）
4. ↑  40號美國國道的東向車道為默貝里街，西向車道則是富蘭克林街。

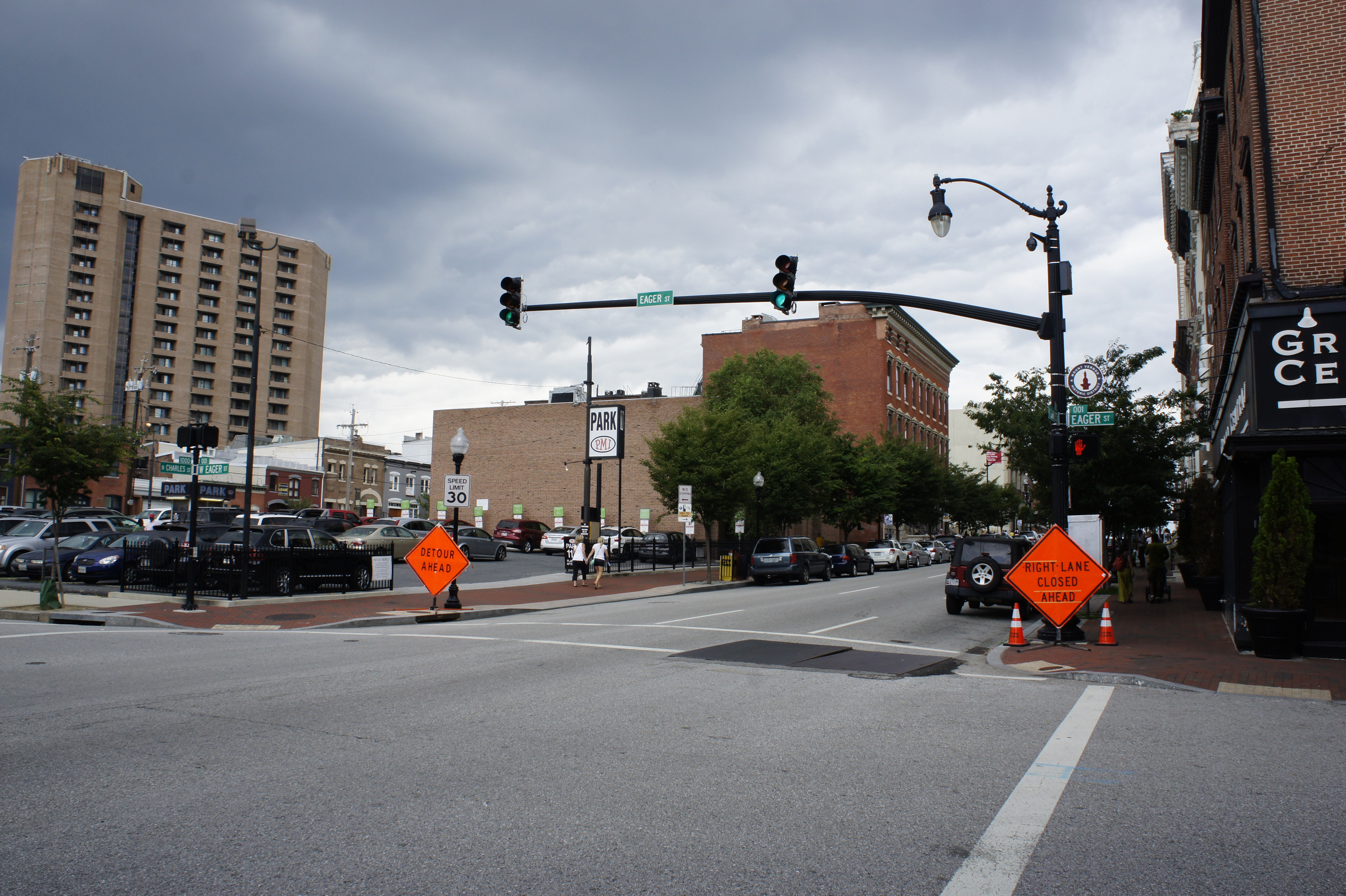
於巴爾的摩市之查爾斯街與伊格街交叉路口，查爾斯街為北向單行道。伊格街在此分為東西兩段，門牌號碼都由此路口起算。

5. ↑  巴爾的摩的華盛頓廣場，是以華盛頓紀念碑為中心的十字型廣場，南北向道路（查爾斯街）與東西向道路（弗農山廣場）行於廣場兩側，在華盛頓紀念碑周圍形成圓環。
6. ↑  139號馬里蘭州州道南行車道。
7. ↑  聖保羅街則是本區的主要商業街，在第31街變成南行兩車道，北行一車道，經過聯盟紀念醫院（英语：MedStar_Union_Memorial_Hospital）。
8. ↑  曲棍球博物館與國家名人堂位於大學園林大道。
9. ↑  區內有羅蘭湖（Lake Roland）。

## 外部連結
- MDRoads: MD 139 （页面存档备份，存于）
- Historic Charles Street Association (HCSA)
- National Scenic Byways Program: Baltimore's Historic Charles Street
- National Heritage Area - Charles Street Byway Management Plan, Office of the Mayor of the City of Baltimore （页面存档备份，存于）